# Ibi (Gerichtsbezirk)
Der Gerichtsbezirk Ibi ist einer der 13 Gerichtsbezirke in der spanischen Provinz Alicante.
Der Bezirk umfasst 4 Gemeinden auf einer Fläche von 295,91 km² mit dem Hauptquartier in Ibi.

## Gemeinden
| Gemeinde           | Einwohner (2024) | Fläche km² | Dichte Einw./km² | Cod INE | Postleitzahl |
| ------------------ | ---------------- | ---------- | ---------------- | ------- | ------------ |
| Castalla           | 11.622           | 114,60     | 101              | 03053   | 03420        |
| Ibi                | 24.210           | 62,52      | 387              | 03079   | 03440        |
| Onil               | 7.959            | 48,41      | 164              | 03096   | 03430        |
| Tibi               | 1.803            | 70,38      | 26               | 03129   | 03109        |
| Gerichtsbezirk Ibi | 45.594           | 295,91     | 154              | –       | –            |